# Hoya kenejiana
Hoya kenejiana är en oleanderväxtart som beskrevs av Rudolf Schlechter. Hoya kenejiana ingår i släktet Hoya och familjen oleanderväxter. Inga underarter finns listade i Catalogue of Life.